# Archichauliodes piscator
Archichauliodes piscator är en insektsart som beskrevs av Günther Theischinger 1983. Archichauliodes piscator ingår i släktet Archichauliodes och familjen Corydalidae. Inga underarter finns listade i Catalogue of Life.